# Glenn Solberg
Glenn Solberg (* 18. Februar 1972 in Drammen, Norwegen) ist norwegischer Handballtrainer und ein ehemaliger Handballspieler. Zwischen 2020 und 2024 trainierte er die schwedische Männer-Handballnationalmannschaft.

## Karriere als Spieler
Solberg begann 1983 bei Reistad IL mit dem Handballspiel. 1992 wechselte er zu Drammen HK, wo er seinen ersten Profivertrag bekam und 1996 den norwegischen Pokal und den europäischen City-Cup sowie 1997 die norwegische Meisterschaft gewann. Hier lernte er erstmals Frode Hagen kennen. Eben im Jahr 1997 wechselte er zur HSG Nordhorn in die deutsche Handball-Bundesliga, Frode Hagen folgte ihm ein Jahr später. Zusammen bildeten sie das norwegische Rückraum-Duo bei den Nordhornern, und zusammen wurden sie 2002 vom FC Barcelona abgeworben. Solberg gewann 2003 die spanische Meisterschaft und den EHF-Cup, 2004 die Copa del Rey de Balonmano sowie die Vereins-EM. Während er aber 2004 bei der SG Flensburg-Handewitt anheuerte, ging Frode Hagen zum Rivalen THW Kiel. 2005 gewann er noch einmal den DHB-Pokal, bevor er 2006 nach Norwegen zu seinem Heimatverein Drammen HK zurückkehrte. Dort ließ er – wieder mit Frode Hagen vereint – seine Karriere ausklingen. Dabei wurde er nach 1995 auch 2007 und 2008 zum Spieler des Jahres gewählt. Am 3. Mai 2008 bestritt er in Bergen sein vorerst letztes Spiel als Handballprofi. Im November 2009 kehrte Solberg jedoch wieder in den Kader des von Verletzungen geplagten Drammen HK zurück und bestritt nochmals vier Partien in der Postenligaen.
Glenn Solberg hat 122 Länderspiele für die norwegische Männer-Handballnationalmannschaft bestritten. Sein größter Erfolg mit Norwegen war der 6. Platz bei der Handball-Europameisterschaft 2008 in Norwegen.

## Karriere als Trainer
Am 1. August 2012 übernahm Solberg das Traineramt der norwegischen B-Nationalmannschaft. Ab Januar 2014 war er als Co-Trainer der norwegischen A-Nationalmannschaft tätig. 2015 übernahm er zusätzlich das Traineramt des norwegischen Zweitligisten St. Hallvard, der unter Seiner Leitung 2016 in die höchste norwegischen Spielklasse aufstieg. Solberg beendete im Sommer 2016 seine Tätigkeit beim norwegischen Verband, um sich vollständig auf sein Amt bei St. Hallvard konzentrieren zu können. 2019 beendete er seine Tätigkeit bei St. Hallvard. Solberg übernahm nach der Europameisterschaft 2020 die schwedische Nationalmannschaft. Im Jahr 2021 übernahm er zusätzlich eine Trainertätigkeit beim norwegischen Verein Nøtterøy Håndball.
Bei der Handball-Europameisterschaft der Männer 2022 wurde er mit dem schwedischen Team Europameister. Ab der Saison 2023/24 ist er zusätzlich als Co-Trainer beim norwegischen Erstligisten Fjellhammer IL tätig. Bei der Handball-Europameisterschaft der Männer 2024 gewann er mit Schweden Bronze. Im September 2024 beendete er seine Tätigkeit als schwedischer Nationaltrainer.

## Soziales Engagement
Solberg ist Athletenbotschafter der Entwicklungshilfeorganisation Right to Play.

## Privates
Solberg hat zwei Kinder.